# Trade in Services Agreement
Trade in Services Agreement (TiSA) – proponowane porozumienie międzynarodowe pomiędzy 24 stronami, wliczając Unię Europejską oraz Stany Zjednoczone. Celem układu jest liberalizacja międzynarodowego handlu usługami, takimi jak bankowość, opieka zdrowotna, czy transport. Krytyka tajności porozumienia wezbrała po tym jak WikiLeaks ujawniło w czerwcu 2014 niejawny szkic proponowanego aneksu o usługach finansowych datowanego na kwiecień 2014.

## Geneza

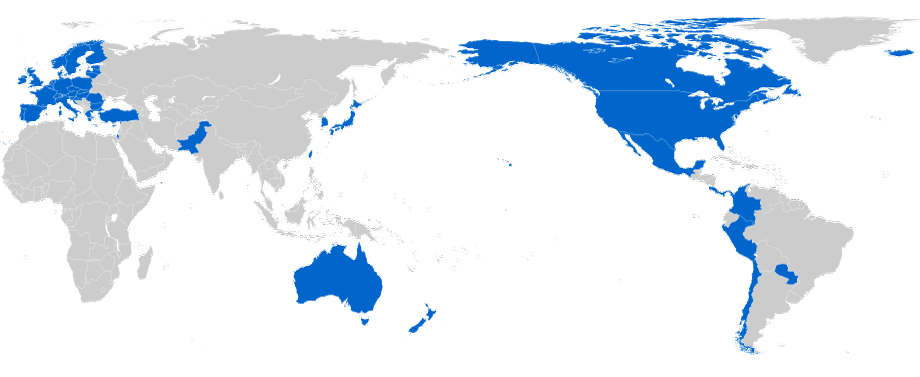
Strony porozumienia Trade in Services Agreement (TiSA).

Proces został zainicjowany przez USA. Propozycja została przedłożona grupie państw Really Good Friends na spotkaniu w Genewie, gdzie mają miejsce wszystkie spotkania negocjacyjne. USA i Unia Europejska są głównymi wnioskodawcami porozumienia oraz autorami większości wspólnych zmian. Kraje członkowskie rozpoczęły pracę nad porozumieniem w lutym 2012 i zaprezentowały wstępną propozycję pod koniec 2013 roku.

## Projekt porozumienia
Porozumienie pokrywa około 70% światowego sektora usług. Jego celem jest liberalizacja międzynarodowego handlu usługami, takimi jak bankowość, służba zdrowia czy transport. Usługi obejmują 75% amerykańskiej produkcji gospodarczej; w Unii Europejskiej niemal 75% zatrudnienia oraz PKB.
Bariera handlowa jednostronnie zniesiona nie może być ustanowiona ponownie. To porozumienie jest znane jako „klauzula zapadkowa”.

### Unia Europejska
Unia Europejska wskazała, że kraje spoza jej granic nie będą mogły świadczyć publicznych usług medycznych, ani socjalnych.
Dostęp do rynku finansowanych ze środków publicznych usług medycznych, ani socjalnych, edukacji, wodociągów, filmu czy telewizji nie zostanie zablokowany. Tym samym klauzula zapadkowa nie znajdzie zastosowania.

### Strony porozumienia
Z początkowych 16 członków porozumienie zostało rozszerzone na 24 strony porozumienia. Unia Europejska reprezentuje 28 krajów, w związku z czym w porozumieniu weźmie udział 51 krajów. Liczba krajów reprezentowanych na poszczególnych kontynentach wynosi: 32 w Europie, 7 w Azji, 5 w Ameryce Północnej, 5 w Ameryce Południowej oraz 2 w Oceanii.
Strony porozumienia TiSA uszeregowane według rozmiaru ich gospodarki:
| Kraje wysoko rozwinięte                | Australia Kanada Chile Hongkong Islandia Izrael Japonia Korea Południowa Liechtenstein Nowa Zelandia Norwegia Szwajcaria Tajwan USA Urugwaj Unia Europejska |
| Kraje średnio rozwinięte o wyższym PKB | Kolumbia Kostaryka Meksyk Panama Peru Turcja |
| Kraje średnio rozwinięte o niższym PKB | Pakistan Paragwaj |

## Kontrowersje
Porozumienie było krytykowane za tajność prowadzonych negocjacji. Pierwsza strona dokumentu roboczego została opublikowana na WikiLeaks, mówiła ona: „Odtajnić: pięć lat po wejściu w życie umowy TiSA lub jeśli porozumienie nie wejdzie w życie, pięć lat po zakończeniu negocjacji”. Z powodu utajnienia nie jest możliwe informowanie opinii publicznej na temat liberalizacji przepisów proponowanych przez uczestniczące strony. Tylko Szwajcaria od czerwca 2012 roku stosuje praktykę upubliczniania w Internecie wszystkich ofert złożonych stronom trzecim. Unia Europejska upubliczniła swoją „ofertę” dla TISA jedynie w lipcu 2014 roku, po wycieku na serwisie WikiLeaks.
Obrońcy praw cyfrowych zwrócili również uwagę na fakt, że porozumienie zawiera przepisy, które mogłyby zacznie osłabić przepisy o ochronie danych we wspomnianych państwach. W szczególności, porozumienie usunęłoby istniejące obecnie zabezpieczenia mające na celu zachowanie danych poufnych i personalnych wewnątrz granic kraju lub które zabraniają transferowania tych danych do innych krajów, które nie posiadają analogicznych przepisów dotyczących ochrony danych.

## Analizy
Wstępne analizy Financial Services Annex wykonane przez wybitnego krytyka wolnego handlu profesora Jane Kelseya z Wydziału Prawa Uniwersytetu Auckland w Nowej Zelandii został opublikowany przez WikiLeaks.
Organizacja Public Services International (PSI) tymi słowy opisało TISA:
Traktat, który przyczyniłby się do dalszej liberalizacji handlu i inwestycji w sektorze usług oraz rozszerzenia „dyscyplin regulacyjnych” na wszystkie sektory usług, w tym także wiele usług publicznych. Owe „dyscypliny”, czyli przepisy traktatowe umożliwiłyby dostęp do rynków krajowych na „nie mniej korzystnych” warunkach od dostawców krajowych wszystkich zagranicznych dostawców i ograniczyłoby zdolność rządów do regulowania, zakupu i świadczenia usług. To zasadniczo zmieniłoby regulację wielu publicznych oraz sprywatyzowanych lub komercyjnych usług z działania w interesie publicznym, na służenie interesom zysku prywatnych, zagranicznych korporacji.
Jedną z wątpliwych kwestii są przepisy dotyczące przechowywania dokumentów biznesowych. David Cay Johnston powiedział: „To jest ... trudne do pojęcia, że koszt trzymania duplikatu dokumentu w biurze w innym kraju jest ciężarem”. Zauważył, że wymagania dotyczące dokumentów handlowych są na tyle ważne, że zostały one skodyfikowane w prawie jeszcze sprzed ustanowienia Kodeksu Hammurabiego.
Wpływ prawa może obejmować to „czy ludzie będą mogli uzyskać kredyty lub wykupić ubezpieczenie oraz w jakich cenach oraz jakie miejsca pracy mogą być dostępne”.
dr Patricia Ranald, pracownik naukowy Uniwersytetu w Sydney skomentowała:
„Poprawki zaproponowane przez USA mają na celu zakończenie publicznie świadczonych usług, takich jak fundusze emerytalne, które są określane jako „monopole” oraz ograniczenie regulacji publicznej wszystkich usług finansowych ... Oni chcą zamrozić regulacje finansowe na obecnych poziomach, co oznacza, że rządy nie mogłyby reagować na nowe zjawiska, takie jak kolejny, globalny kryzys finansowy”.
Jeśli chodzi o tajność projektu, profesor Kelsey skomentował: „Tajemnica dokumentów negocjacyjnych jest nawet większa niż w przypadku umowy Trans-Pacific Partnership (TPP) i jest sprzeczne z działaniami w kierunku większej otwartości WTO”. Johnston dodaje: „Niemożliwym jest przestrzegać prawa lub rozumieć, w jaki sposób ono ciebie dotyczy, gdy jest ono tajemnicą”.